# Karreveld (gebied)

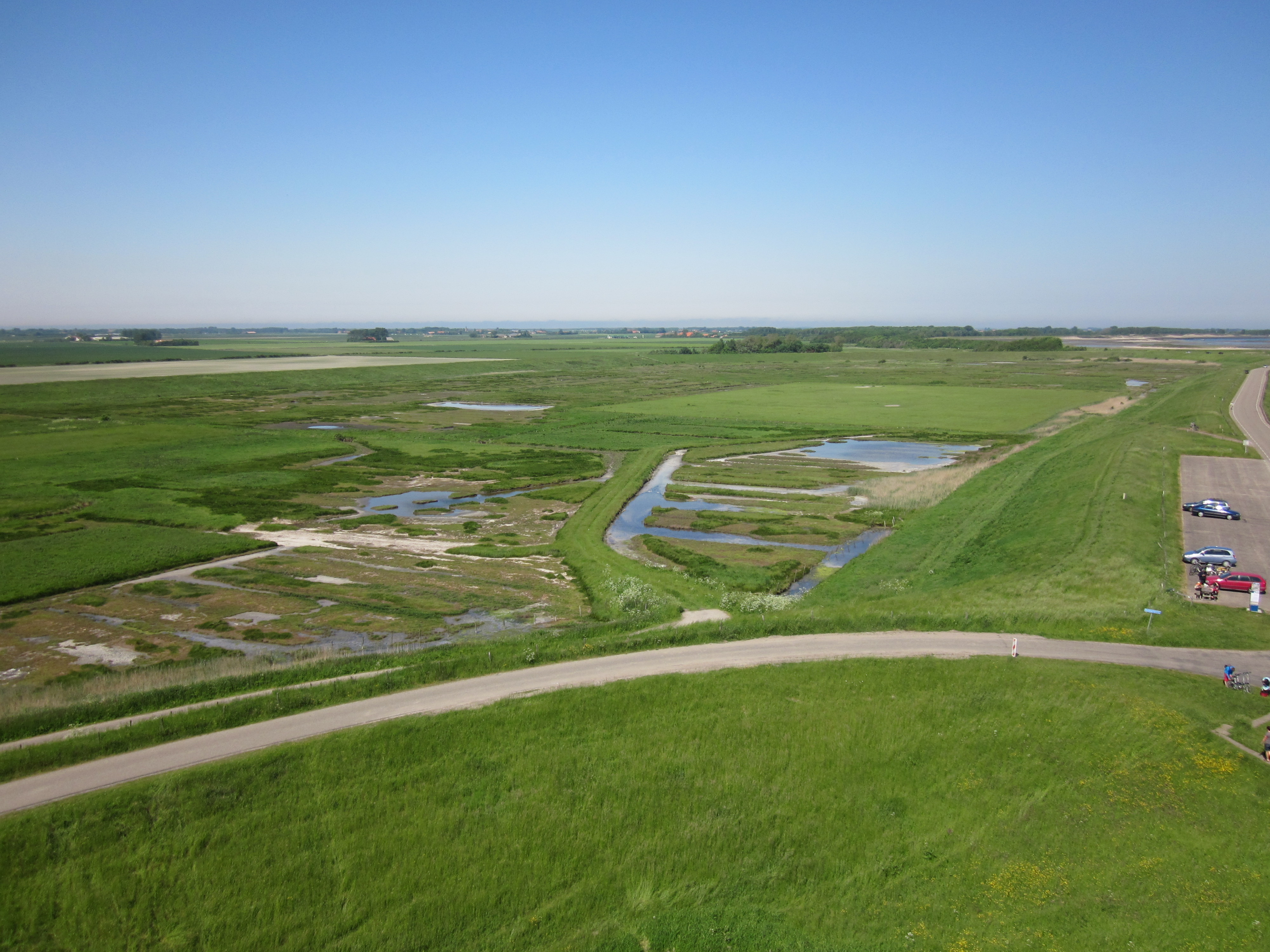
Karrevelden bij de Plompetoren op Schouwen

Een karreveld is een gebied achter een dijk waar klei is afgegraven voor het vormen van die dijk.
Waar langgerekte plassen liggen is de klei weggehaald. Op de dammetjes ertussen reden de karren die de klei afvoerden. Als een karreveld is ingesloten door dijken wordt het een inlaag genoemd.
Vroeger stonden ze bekend als kwade oorden. Vanwege de vochtige ondergrond dachten de bewoners van de regio dat het broedhaarden waren voor de Zeeuwse moerasziekte, een lokale variant van malaria.
Vaak vindt men op karrevelden zoutminnende planten. Vaak zijn deze gebieden drassig en vanuit natuuroogpunt erg interessant. Ze trekken veel water- en weidevogels aan. Er zijn nog veel karrevelden te vinden in de provincie Zeeland.